# 萬啓心
萬啟心（1800年—？），字葵田，江西省南昌府豐城縣人，清朝政治人物、同進士出身。

## 生平
道光元年，鄉試中舉；道光二年，登進士三甲一一七名。道光十三年，任刑部安徽司主事、總辦秋審處。道光十七年，任刑部安徽司員外郎。次年，任刑部廣東司郎中、河南道監察御史。道光二十年，任貴州道監察御史、庚子科順天鄉試內簾監官、戶科給事中。道光二十一年，巡視西城事務；同年，擔任山西朔平府知府。道光二十二年，改任福建督糧道。道光二十五年，任福建汀漳龍道。咸豐元年，署理福建鹽法道、福建按察使。